# لحرارتة كريمات (كريمات)
لحرارتة كريمات هو دُوَّار يقع بجماعة سيدي الكامل، إقليم سيدي قاسم، جهة الرباط سلا القنيطرة في المملكة المغربية. ينتمي الدوّار لمشيخة كريمات التي تضم 16 دوار. يقدر عدد سكانه بـ 1193 نسمة حسب الإحصاء الرسمي للسكان والسكنى لسنة 2004.

## روابط خارجية
- البوابة الوطنية للجماعات الترابية نسخة محفوظة 12 مارس 2018 على موقع واي باك مشين.
- المندوبية السامية للتخطيط